# یوتا مار
یوتا مار یک ستاره است که در صورت فلکی مار قرار دارد.